# Шарыгин, Михаил Михайлович
 Михаил Михайлович Шарыгин (19 ноября 1852, Санкт-Петербург — 6 сентября 1906, Ташкент) — действительный статский советник, председатель Тифлисского окружного суда, прокурор Тифлисской и Ташкентской судебной палаты.

## Биография
Родился в 1852 году, окончил курс в Императорском училище правоведения, поступил на службу в министерство юстиции. Служба его проходила преимущественно на окраинах, сначала в Оренбурге, затем в Уфе, потом в Туркестане, откуда он был переведён в Тифлис, где занимал должности товарища прокурора судебной палаты, а затем председателя Тифлисского окружного суда.
В 1903 году Шарыгин был назначен на ответственный пост прокурора Ташкентской судебной палаты и вместе с семьей переехал в Ташкент. С 1904 года в Туркестане, как и по всей России, начались митинги, забастовки, демонстрации. Шарыгин был одним из тех, кто по долгу службы боролся с революцией. Он поддерживал обвинения по делам о государственных преступлениях.
Однако Шарыгин не был в состоянии остановить террористические действия из-за того, что не находил достаточной поддержки среди подчиненных, в результате чего в Ташкенте последовал ряд политических убийств.
Несмотря на то, что Шарыгину поступали многочисленные угрозы, он не предпринимал никаких мер для своей безопасности. Исполнителем убийства Шарыгина оказался 18-летний Бадрицкий, исключенный из оренбургского Неплюевского кадетского корпуса. На одном из митингов в Ташкенте он призывал к восстанию и избиению видных представителей власти, за что был арестован, предан суду судебной палатой и приговорён к 8-месячному тюремному заключению.

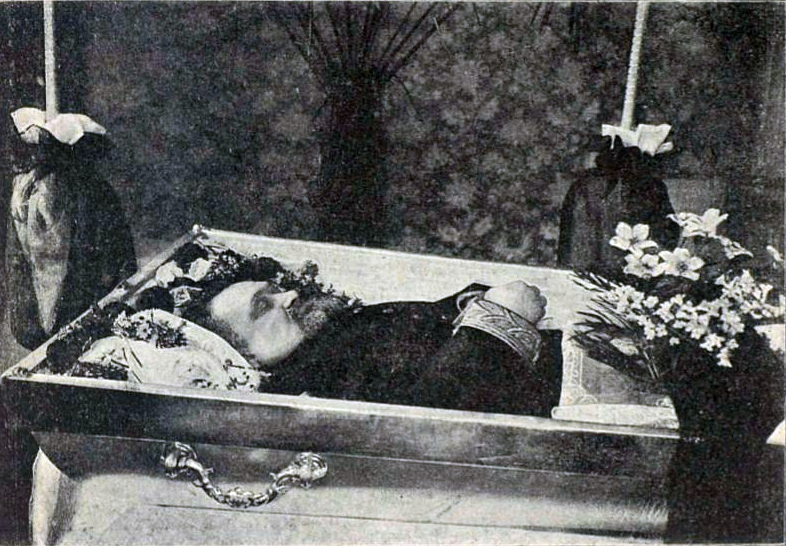
Похороны Шарыгина, вырезка из "Книги русской скорби", 1910 г.

После отбытия наказания, 6 сентября 1906 года, в 11 часов дня, Бадрицкий явился в приемный кабинет прокурора судебной палаты с заявлением, что он желает обратиться к нему с просьбой. В приемной находился один лишь курьер прокурора палаты, доложивший о Бадрицком, которого прокурор приказал принять. Войдя в кабинет, Бадрицкий направился к письменному столу, за которым лицом к входной двери сидел Шарыгин. Достав на ходу револьвер, Бадрицкий в упор произвёл пять выстрелов, после чего он, разбив стекло, выскочил на улицу и бросился бежать, но тут же был задержан курьером палаты и двумя случайно проходившими солдатами.
Шарыгин скончался на месте. За несколько дней до убийства жена Шарыгина уехала в Европейскую часть России и узнала о смерти мужа уже в пути из газет. Бадрицкий был предан военному суду и приговорён к повешению, но был помилован командующим войсками в виду своего несовершеннолетия и приговорён к 20-летней каторге.

## Воспоминания современников
Вспоминаю незабвенного М. М. Шарыгина, много лет служившего в крае по судебному ведомству. Это был человек самого доброго сердца, мягкий, отзывчивый, кристально чистый. Прекрасный юрист, беспристрастный прокурор сначала окружного суда, а затем судебной палаты, он был самым видным представителем в крае судебного ведомства, так несправедливо оклеветанного с думской трибуны Наливкиным. Дом Шарыгина был самым гостеприимным в Ташкенте. Там были рады всякому гостю, всех одинаково радушно встречала милая, гостеприимная хозяйка. Все общество единодушно любило и уважало Шарыгина; он не имел врагов. И вот Шарыгин был убит одним из революционеров, только что накануне выпущенным из тюрьмы. По чьему распоряжению? Для меня это осталось неизвестным. Быть может, это темное дело будет выяснено кем-либо из современников кровавого события в Ташкенте..